# Cerdonianos
Los cerdonianos fueron gnósticos del siglo II fundada por el sirio Cerdón.
Sostenía Cerdón que este mundo no era obra de un Dios todopoderoso, sabio y bueno así como tampoco la ley de Moisés que le parecía imperfecta y demasiado rigurosa. En su consecuencia admitía dos principios de todas las cosas, el uno bueno y el otro malo: a este último era al que atribuía la fabricación del mundo y la ley de Moisés. El otro, a quien llamaba el principio desconocido, era según él el padre de Jesucristo mas no confesaba que el Hijo de Dios se hubiese revestido realmente de la humanidad que hubiese nacido de una virgen y sufriera verdaderamente los padecimientos y la muerte. 
Todo esto, decía, no se hizo sino en apariencia. No admitía la resurrección de los cuerpos sino la de las almas. Rechazaba todos los libros del Antiguo Testamento y no admitía del nuevo más que el Evangelio de San Lucas y aun este en parte. Las mismas ideas fueron sostenidas por Marcion y sus discípulos.